# Vitamine
Een vitamine is een micronutriënt dat in organismen zoals de mens wordt gebruikt in co-enzymen. Omdat vitamines niet worden verbruikt heeft de mens er maar heel weinig van nodig. Organismen kunnen niet of in onvoldoende mate zelf vitamines maken. Sommige vitamines kunnen door het lichaam zelf worden geproduceerd, zoals vitamine D in de huid door blootstelling aan UV-B-straling van de zon.
Aanvankelijk dacht men dat alle vitamines een amine-structuur hadden; de naam, die in 1912 bedacht werd door Casimir Funk, was dan ook een samenstelling van vita(le) en amine. Maar het idee dat het allemaal amines waren, bleek later onjuist.
Bij de naamgeving van vitamines is aanvankelijk uitgegaan van een eenvoudige 1-letternaamgeving, zoals vitamine A. Naderhand zijn de vitamines ingedeeld naar functionele werking. Vitamines die nodig zijn voor de werking van enzymen vallen onder de klasse van co-enzymen. Op een gegeven moment is men opgehouden met het toekennen van de benaming "vitamine" aan nieuw ontdekte essentiële nutriënten. Foliumzuur en biotine worden, hoewel ze ook nog in (meestal) oude teksten een vitamine B-benaming hebben, vrijwel altijd met hun stofnaam aangeduid. Dat is ook hoe tegenwoordig met essentiële nutriënten wordt omgegaan.
De Nederlandse Gezondheidsraad doet aanbevelingen hoeveel vitamines iemand dagelijks nodig heeft. Voor elke vitamine bestaat er een aanbevolen dagelijkse hoeveelheid (adh).
| vitamine | vitamine                                              | werking | bron | opmerking |
| -------- | ----------------------------------------------------- | --- | --- | --- |
| A1 A2    | retinol (axeroftol) 1915 3,4-dehydroretinal           | bevordert verhoorning van epitheel | margarine, melkvet, lever, eieren, vis, fruit, peen (wortel)                                                                              | derivaat van caroteen; deficiëntie: nachtblindheid |
| B1       | thiamine (aneurine) 1901                              | als co-enzym betrokken bij celstofwisseling                                                                                               | brood, granen(zaadhuid), melk, vlees, aardappelen, groenten, gist                                                                         | deficiëntie: beriberi, tachycardie, verminderde reflexen |
| B2       | riboflavine (lactoflavine) 1933                       | als onderdeel van diverse enzymen betrokken bij celstofwisseling                                                                          | melk, vlees, brood, graanproducten, groenten, gist                                                                                        | deficiëntie: huidaandoeningen en haaruitval ; vaak als gevolg van zwaar alcoholmisbruik                                                                              |
| B3       | nicotinezuur (niacine) en nicotinamide (niacinamide)  | als onderdeel van co-enzym A betrokken bij de citroenzuurcyclus                                                                           | melk, aardappelen, brood, vlees, groenten, eidooier                                                                                       | deficiëntie: dermatitis, diarree, dementie, pellagra |
| B4       | choline                                               | belangrijk voor structuur celmembraan, neurotransmittersynthese (acetylcholine) en methyldonor in methyleringsreacties,                   | eieren, vis, sojabonen, tarwe, pinda's, orgaanvlees, mager vlees, groenten en borstvoeding                                                | Kan door het lichaam zelf worden gemaakt. De naam "vitamine B4" wordt daarom niet meer gebruikt.                                                                     |
| B5       | pantotheenzuur                                        | onderdeel co-enzym-A (CoA); metabolisme van vetten en suikers                                                                             | vlees, eieren, volkorenproducten, peulvruchten, melk en melkproducten en groente en fruit                                                 | deficiëntie: cardio-vasculaire afwijkingen, zenuwafwijkingen |
| B6       | pyridoxine (adermine) 1934                            | als pyridoxaalfosfaat betrokken bij celstofwisseling vlees, vorming van bloedcellen, als co-enzym betrokken bij de vorming van RNA en DNA | lever, vlees, vis, melk, kaas, eieren, soja                                                                                               | deficiëntie: convulsies, huidaandoeningen en een defecte antistofproductie; vaak gevolg van zwaar alcoholmisbruik                                                    |
| B7       | biotine                                               | benaming van vitamine B8, vroeger ook wel Vitamine H genoemd                                                                              | benaming van vitamine B8, vroeger ook wel Vitamine H genoemd                                                                              | benaming van vitamine B8, vroeger ook wel Vitamine H genoemd |
| B8       | biotine 1941                                          | als co-enzym betrokken bij stofwisseling                                                                                                  | gekoppeld aan een proteïne in lever, nier, eidooier, gist, noten, granen                                                                  | deficiëntie: huidaandoeningen |
| B9       | foliumzuur                                            | benaming van vitamine B11 in de Verenigde Staten en Duitsland                                                                             | benaming van vitamine B11 in de Verenigde Staten en Duitsland                                                                             | benaming van vitamine B11 in de Verenigde Staten en Duitsland |
| B10      | 4-aminobenzoëzuur                                     | Wordt niet meer als vitamine beschouwd, wordt in een gezonde darmflora door de daarin aanwezige bacteriën in voldoende mate geproduceerd. | Wordt niet meer als vitamine beschouwd, wordt in een gezonde darmflora door de daarin aanwezige bacteriën in voldoende mate geproduceerd. | Wordt niet meer als vitamine beschouwd, wordt in een gezonde darmflora door de daarin aanwezige bacteriën in voldoende mate geproduceerd.                            |
| B11      | foliumzuur                                            | als co-enzym betrokken bij celstofwisseling                                                                                               | brood, groenten, vlees, melk, eieren, gist                                                                                                | deficiëntie: anemie |
| B12      | cobalamine                                            | co-enzym bij omzetting van homocysteïne in methionine (foliumzuur nodig)                                                                  | vlees, lever, eieren, melk, kaas, marmite                                                                                                 | deficiëntie kan tot pernicieuze anemie (een ernstige vorm van bloedarmoede) leiden                                                                                   |
| B15      | dimethylglycine en trimethylglycine, (pangaamzuur)    | helpt zuurstofabsorptie, methyldonor in methyleringsreacties                                                                              | komt in alle cellen voor. wordt daar geproduceerd als een tussenproduct van de omzetting van choline naar glycine.                        | Kan door het lichaam zelf worden gemaakt. De naam "vitamine B15" wordt daarom niet meer gebruikt                                                                     |
| Bh       | inositol                                              | belangrijke rol als signaalstof ("second messenger") in de lichaamscel                                                                    | volkorenproducten | Kan door het lichaam zelf worden gemaakt. De naam "vitamine Bh" wordt daarom niet meer gebruikt, inositol wordt echter nog wel tot het vitamine B-complex gerekend.  |
| Bw       | biotine                                               | verouderde benaming van vitamine B8 | verouderde benaming van vitamine B8 | verouderde benaming van vitamine B8 |
| Bx       | 4-aminobenzoëzuur                                     | synoniem voor vitamine B10 | synoniem voor vitamine B10 | synoniem voor vitamine B10 |
| C        | L-ascorbinezuur 1932                                  | betrokken bij vorming van hemoglobine, collagene weefsels en steroïde hormonen                                                            | fruit (vooral citrus), aardappelen, groenten                                                                                              | temperatuurgevoelig, eigen synthese bij de meeste zoogdierensoorten mogelijk, behalve chimpansee, de mens en de cavia. Is een anti-oxidant; deficiëntie: scheurbuik. |
| D2       | ergocalciferol 1918                                   | bevordert resorptie en afzetting van calcium, vooral in beenderen en gebit                                                                | vorm van vitamine D die voorkomt in voedingsmiddelen zoals bepaalde paddenstoelen en margarine                                            | Synthese uit plantaardige sterolen; deficiëntie: Engelse ziekte (rachitis)                                                                                           |
| D3       | cholecalciferol 1918                                  | idem als D2 | voedingsmiddelen van dierlijke oorsprong, zoals vette vis                                                                                 | is tevens de vorm die de huid produceert uit previtamine D3 ofwel precholecalciferol, onder invloed van ultraviolet licht; deficiëntie: spierkramp, stuipen          |
| E        | alfa-tocoferol (D-alpha-tocoferol) 1922               | aspecifiek antioxidant in diverse weefsels                                                                                                | plantaardige oliën, granen, eieren, bladgroenten                                                                                          | Voorkomt RBC-lysis |
| F        | linolzuur 1929 en bij uitbreiding essentiële vetzuren | zie bij linolzuur en essentiële vetzuren                                                                                                  | in de meeste onverzadigde oliën (bijvoorbeeld zonnebloemolie)                                                                             | verouderde benaming, linolzuur is geen vitamine maar een essentiële bouwstof                                                                                         |
| H        | biotine                                               | verouderde benaming van vitamine B8 | verouderde benaming van vitamine B8 | verouderde benaming van vitamine B8 |
| K1 K3    | fytomenadion (naftochinon) 1935 farnochinon           | onmisbaar voor synthese in de lever van trombinogeen en andere bloedstollingscomponenten                                                  | K1:bladgroenten (vooral kool), tomaten, tarwe, eieren, lever, vis K2:product van de coli-bacteriën in de darm                             | wordt in de eerste weken aan zuigelingen gegeven |
| M        | foliumzuur                                            | verouderde benaming van vitamine B9 | verouderde benaming van vitamine B9 | verouderde benaming van vitamine B9 |
| P        | citrine                                               | bevordert de permeabiliteit van capillairen                                                                                               | sinaasappelen, citroenen | verouderde benaming |
| U        | cabagine (S-Methylmethionine)                         | beschermend voor de slijmvliezen van maag en darmen                                                                                       | koolsoorten | verouderde benaming |

- De vitamines A, D, E, F en K zijn oplosbaar in vetten. (wit/lichtgeel)
- De vitamines B, C, H en P zijn oplosbaar in water. (lavendel)
- De jaartallen bij de namen van de vitamines geven het jaar van ontdekking aan.

Vitamine A is een in vet oplosbare stof. Komt veel voor in lever en levertraan.
Vitamines uit de B-groep komen onder andere voor in gist en in lever.
Aan deze vitamines hebben alcoholisten nog weleens een tekort door een onvolwaardig dieet, wat tot ernstige ziekteverschijnselen (de gebreksziekte Beri-Beri die in Azië het meest voorkomt door het eenzijdig eten van witte rijst) kan leiden.
Vitamine C is een antioxidant, dat wil zeggen een stof die voorkomt dat andere stoffen een verbinding met schadelijke vrije radicalen van zuurstof aangaan. Het wordt zelf makkelijk geoxideerd en vangt hierdoor de vrije radicalen weg. Het wordt ook aan levensmiddelen toegevoegd als conserveermiddel, aan appelmoes bijvoorbeeld. Bij vitamine C denken de meeste mensen spontaan aan citrusvruchten zoals citroenen en sinaasappelen, maar producten die veel meer vitamine C bevatten zijn paprika en spruitjes. Ook bessen en aardappelen bevatten vrij veel vitamine C.
Vitamine D kan door de mens vlak onder de huid gemaakt worden met behulp van zonlicht. Vitamine D is een vetoplosbaar vitamine. Uit recent onderzoek is gebleken dat vitamine D eigenlijk geen vitamine is, maar een prohormoon. Dit verklaart ook waardoor het kan worden aangemaakt door heterotrofe organismen.
Tot recent dacht men dat voor alle wateroplosbare vitamines zoals B en C geldt dat er moeilijk te veel van opgenomen kan worden, omdat de overbodige extra hoeveelheid weer met de urine uitgescheiden wordt. Toch zijn in de literatuur verschillende artikelen te vinden waarbij gezondheidsklachten worden beschreven bij te hoge vitaminespiegels, ook bij lage doseringen. In 2015 bleek dat de bovenbeenblessure van schaatser Sven Kramer op de Olympische Spelen van 2010, veroorzaakt werd door een te hoge inname van vitamine B6 middels voedingssupplementen.
Van vitamine A en D is al langer bekend dat het mogelijk is te overdoseren, wat ziekteverschijnselen met zich kan meebrengen.
Zo kan vitamine A teratogeen zijn bij gebruik van meer dan 9 maal de adh per dag. Een veilige dagelijkse dosis voor zwangere vrouwen is maximaal 3 à 4 maal de adh (overeenkomend met ongeveer 2500 tot 3000 µg (microgram)) per dag. Gezien de wettelijke maxima voor vitamine A in voedingssupplementen (die ruim onder deze niveaus liggen) is de kans op overdosering door voedingssupplementen nihil, mits men zich aan de aanbevolen dosering houdt. De kans op vitamine A toxiciteit door het regelmatig eten van lever is echter wel aanwezig. Lever is zeer rijk aan vitamine A.